# Elatostema daxinense
Elatostema daxinense es una especie de planta del género Elatostema, perteneciente a la familia Urticaceae.

## Taxonomía
Elatostema daxinense fue descrita por Wen Tsai Wang y Z. Y. Wu en 2013.

## Distribución
Se encuentra en el territorio centro-sur y sudeste de China.